# Thoinot Arbeau
Thoinot Arbeau är ett anagram för den franska prästen Jehan Tabourot, född 17 mars 1519 i Dijon, död 23 juli 1595 i Langres, känd för sin Orchésographie, en instruktionsbok om dans från den franska renässansen på sent 1500-tal.

## Orchésographie
Orchésographie publicerades första gången 1589 i Langres, och ger information om hur man skulle uppträda i balsalen och hur interaktion mellan musiker och dansare borde gå till. 
Originalspråket är franska men det finns en engelsk översättning från 1948 av Mary Stewart Evans, redigerad 1966 av Julia Sutton, och i tryck av Dover Publications. Den innehåller många träsnitt av dansare och musiker och innehåller många danstabeller, där omfattande instruktioner för stegen är upptagna bredvid musiknoterna, något som var en betydande innovation för dansnotationen på 1500-talet. Ett stycke som finns med är Pavanen "Belle qui tiens ma vie".